# Werner Goos

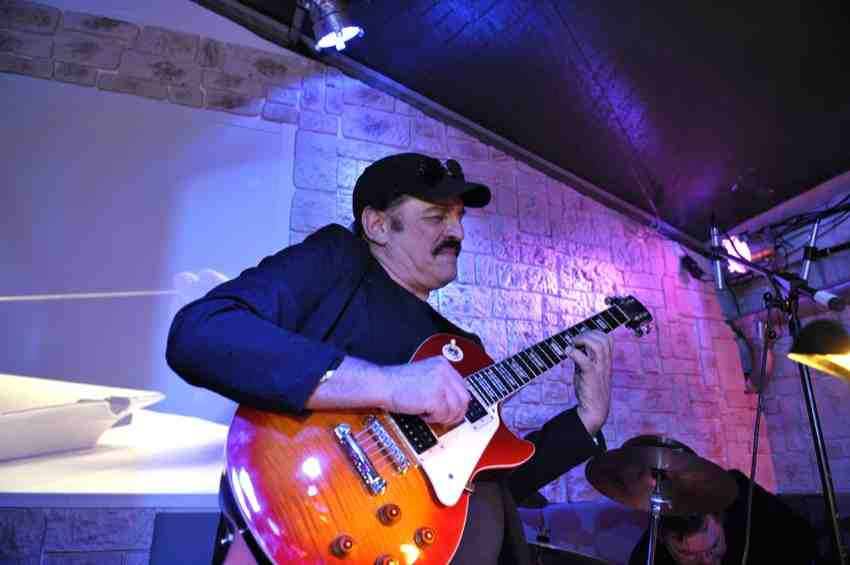
Werner Goos

Werner Goos (* in Hockenheim) ist ein Jazzgitarrist, Musikproduzent und Songwriter. Er spielt sowohl als Solist als auch mit zahlreichen Musikern und Bands zusammen. 

## Leben und Wirken
Goos erhielt klassischen Gitarrenunterricht am Konservatorium in Mannheim. Hans „Dottler“ Laib unterrichtete ihn in Komposition und Arrangement. Dann
studierte er von 1978 bis 1981 an der Swiss Jazz School in Bern. 1981 hatte er einen Soloauftritt beim Deutschen Jazzfestival in Frankfurt. Gemeinsam mit Joachim Fuchs-Charrier gründete er die Fuchs-Goos-Band. Auch spielte er mit Rachel Gould in der Band Namaz und tourte mit Albert Mangelsdorff.
Mit Knut Rössler gründete er die Rössler-Goos-Band, die 1985 auch mit Hal Galper, Janusz Stefański und Stefan Traub aufnahm. Er arbeitete unter anderem mit folgenden Musikern zusammen: Emil Mangelsdorff, Walter Norris, Mani Neumeier, Ralf Gustke, Lauren Newton, Joan Faulkner, Hans Reffert, Tom Krüger, Alphonse Mouzon, Dave King, Bobby Burgess, Jürgen Seefelder, Wolfy Ziegler, Charlie Mariano, Christoph Spendel, Tom Nicholas, Rolf Stahlhofen, Armin Rühl, Gato Barbieri, Wilson de Oliveira, Miroslav Vitouš, Pete York, Johannes Faber, Joerg Reiter, Jim Chapin, Carlos Perón (Yello), Thomas Heidepriem, Günter Lenz, Udo Lindenberg, Dieter Ilg.
1995 war Goos Produzent bei Sony Deutschland. 2007 wurde seine Produktion „Between the Times“ als „Record of the Year“ im Hifi und UK prämiert. Hier war er als Tonmeister tätig. Als Komponist veröffentlichte Goos bisher mehr als 1000 Werke. Im Bereich Filmmusik sind seine Kompositionen seit Jahren in der ZDF-Reihe „Global Vision“ zu hören.

## Diskografie
- I Can't Stop The Voices In My Head (mit Hans Reffert), musiker.de[1]
- SEPTAGON, musiker.de[2]
- Stone Cold and Broken feat.Hans Reffert, Acoustic Music
- Between The Times Octagon, ACT
- Guru-Guru doublebind, in-akustik
- Affinity Christian Straube, Acoustic Music
- Mannem Rhythm&Blues Quartett, Roggisch
- Mouron & Terry Track Peut-être demain, viellieb records
- Between The Times feat. Miroslav Vitous, ACT
- Guru Guru In The Guru Lounge, in-akustik
- Terry Truck Alone Not Alone, viellieb records
- Guru-Guru psy, in-akustik
- Metropolis dts 5.1 dts
- Pope Of Cheese Lifestyle, kulturprojekt kmh
- Rössler / Goos Hotel East, upala
- Sounds for the magic island IBIZA Blue Flame, BMG
- Dangaa ALTAI, BMG
- Glücklich (Sampler), VIRGIN (England)
- Rössler / Goos Romantic Impressions, in-akustik
- Fuchs-Goos-Band Chameleon, SOWA/BELLAPHON 105
- Infinity Now feat. Alphonse Mouzon in-akustik
- Rössler / Goos Band feat. Hal Galper, BELLAPHON
- Listen To The Rainbow / Werner Goos feat. Mani Neumeier, Edition Red